# Liste des monuments aux morts en Gironde
Pour un article plus général, voir Liste des œuvres d'art de la Gironde.
Cet article vise à recenser les monuments aux morts en Gironde, en France.

## Liste
Les monuments sont classés par ordre alphabétique de communes, ou anciennes communes. Si une commune possède plusieurs monuments, ils sont classés par ordre chronologique des conflits commémorés.
| Œuvre                                                                | Auteur                                                       | Commune                   | Localisation | Notes                                                                                                 | Installation | Coordonnées                        | Illustration |
| -------------------------------------------------------------------- | ------------------------------------------------------------ | ------------------------- | --- | --- | ------------ | ---------------------------------- | --- |
| Monument aux morts                                                   | Jean-Georges Achard                                          | Abzac                     | À côté de l'église Saint-Pierre                                                                                    | | À déterminer | à géolocaliser                     | Monument aux morts |
| Monument aux morts                                                   | À déterminer                                                 | Aillas                    | Au chevet de l'église Notre-Dame                                                                                   | | À déterminer | à géolocaliser                     | Monument aux morts |
| Monument aux morts                                                   | Jean-Georges Achard                                          | Ambarès-et-Lagrave        | Devant la mairie                                                                                                   | | À déterminer | à géolocaliser                     | Monument aux morts |
| Grenadier (monument aux morts)                                       | Henri Antoine Poublan                                        | Ambès                     | À côté de l'église Notre-Dame                                                                                      | | À déterminer | à géolocaliser                     | Grenadier (monument aux morts) |
| Monument aux morts                                                   | À déterminer                                                 | Andernos-les-Bains        | Sur le parvis de l'hôtel de vile                                                                                   | Érigé en 1922 sur la place du 14 juillet.                                                             | 2018         | à géolocaliser                     | Monument aux morts |
| Le Poilu victorieux (monument aux morts)                             | Copie d'après Eugène Bénet                                   | Anglade                   | Sur la place Saint-Martin, près de l'église Saint-Martin                                                           | | À déterminer | 45° 12′ 42″ nord, 0° 38′ 14″ ouest | Monument aux morts d'Anglade |
| Monument aux morts                                                   | Edmond Chrétien                                              | Arbanats                  | À côté de l'église Saint-Hippolyte-et-Sainte-Radegonde                                                             | | À déterminer | à géolocaliser                     | Monument aux morts |
| Monument aux morts                                                   | À déterminer                                                 | Arbis                     | À côté de l'église Saint-Martin                                                                                    | | À déterminer | à géolocaliser                     | Monument aux morts |
| Monument aux morts                                                   | Alexandre Maspoli                                            | Arcachon                  | Sur la place de Verdun                                                                                             | Inscrit MH (2015).                                                                                    | 1924         | 44° 39′ 30″ nord, 1° 09′ 41″ ouest | Monument aux morts d'Arcachon |
| Statue d'Héraclès (monument aux résistants morts)                    | Claude Bouscau                                               | Arcachon                  | Dans le parc Mauresque                                                                                             | | 1948         | 44° 39′ 29″ nord, 1° 10′ 23″ ouest | Statue d'Héraclès, monument aux résistants d'Arcachon morts                                                                                         |
| Monument aux morts                                                   | À déterminer                                                 | Arcins                    | Sur le parvis de l'église Notre-Dame                                                                               | | À déterminer | à géolocaliser                     | Monument aux morts |
| Monument aux morts                                                   | À déterminer                                                 | Arès                      | À côté de l'église Saint-Vincent-de-Paul                                                                           | | À déterminer | à géolocaliser                     | Monument aux morts |
| Monument aux morts de 1914-1918                                      | Charles Desvergnes                                           | Arsac                     | Dans l'église Saint-Germain                                                                                        | | 1924         | à géolocaliser                     | Image manquante |
| Monument aux morts                                                   | À déterminer                                                 | Arsac                     | À côté de l'église Saint-Germain                                                                                   | Érigé en 1922 de l'autre côté de l'église.                                                            | 2000         | à géolocaliser                     | Monument aux morts |
| Monument aux morts                                                   | À déterminer                                                 | Artigues-près-Bordeaux    | À côté de l'église Saint-Seurin                                                                                    | | À déterminer | à géolocaliser                     | Image manquante |
| Monument aux morts                                                   | À déterminer                                                 | Aubiac                    | À déterminer | | À déterminer | à géolocaliser                     | Monument aux morts |
| Monument aux morts                                                   | À déterminer                                                 | Auriolles                 | À déterminer | | À déterminer | à géolocaliser                     | Monument aux morts |
| Monument aux morts                                                   | À déterminer                                                 | Auros                     | À déterminer | | À déterminer | à géolocaliser                     | Monument aux morts |
| Monument aux morts                                                   | À déterminer                                                 | Ayguemorte-les-Graves     | À déterminer | | À déterminer | à géolocaliser                     | Monument aux morts |
| Poilu au repos (monument aux morts)                                  | Copie d'après Étienne Camus                                  | Bagas                     | À côté de l'église Notre-Dame                                                                                      | | À déterminer | à géolocaliser                     | Poilu au repos (monument aux morts) |
| Monument aux morts                                                   | À déterminer                                                 | Baigneaux                 | À déterminer | | À déterminer | à géolocaliser                     | Monument aux morts |
| Monument aux morts                                                   | À déterminer                                                 | Balizac                   | À déterminer | | À déterminer | à géolocaliser                     | Monument aux morts |
| Monument aux morts                                                   | À déterminer                                                 | Barie                     | Dans le cimetière                                                                                                  | | À déterminer | à géolocaliser                     | Monument aux morts |
| Monument aux morts                                                   | À déterminer                                                 | Barsac                    | Dans le cimetière                                                                                                  | | À déterminer | à géolocaliser                     | Monument aux morts |
| Monument aux morts                                                   | À déterminer                                                 | Barsac                    | Dans le cimetière                                                                                                  | | À déterminer | à géolocaliser                     | Monument aux morts |
| Monument aux morts                                                   | À déterminer                                                 | Barsac                    | Sur la place Franck Chassaigne                                                                                     | | À déterminer | à géolocaliser                     | Monument aux morts |
| Monument aux morts                                                   | À déterminer                                                 | Bassanne                  | À déterminer | | À déterminer | à géolocaliser                     | Monument aux morts |
| Monument aux morts                                                   | À déterminer                                                 | Baurech                   | À déterminer | | À déterminer | à géolocaliser                     | Monument aux morts |
| Monument aux morts de 1914-1918                                      | À déterminer                                                 | Bayon-sur-Gironde         | Dans l'église Notre-Dame                                                                                           | | À déterminer | à géolocaliser                     | Monument aux morts de 1914-1918 |
| Monument aux morts                                                   | À déterminer                                                 | Bayon-sur-Gironde         | À déterminer | | À déterminer | à géolocaliser                     | Monument aux morts |
| Statue de Jeanne d'Arc (monument aux morts de 1914-1918)             | À déterminer                                                 | Bazas                     | Dans la cathédrale Saint-Jean-Baptiste                                                                             | Représente Jeanne d'Arc.                                                                              | À déterminer | à géolocaliser                     | Statue de Jeanne d'Arc (monument aux morts de 1914-1918)                                                                                            |
| Pietà (monument aux morts)                                           | À déterminer                                                 | Bazas                     | Dans le cimetière, à côté de la chapelle Saint-Antoine                                                             | Représente une Pietà.                                                                                 | À déterminer | à géolocaliser                     | Pietà (monument aux morts) |
| Monument aux morts                                                   | À déterminer                                                 | Beautiran                 | À déterminer | | À déterminer | à géolocaliser                     | Monument aux morts |
| Monument aux morts                                                   | À déterminer                                                 | Belin-Béliet              | À déterminer | | À déterminer | à géolocaliser                     | Monument aux morts |
| Monument aux morts                                                   | À déterminer                                                 | Bellebat                  | À déterminer | | À déterminer | à géolocaliser                     | Monument aux morts |
| Monument aux morts                                                   | À déterminer                                                 | Bellefond                 | À déterminer | | À déterminer | à géolocaliser                     | Monument aux morts |
| Monument aux morts                                                   | À déterminer                                                 | Bernos-Beaulac            | Dans le cimetière                                                                                                  | | À déterminer | à géolocaliser                     | Monument aux morts |
| Monument aux morts                                                   | À déterminer                                                 | Berson                    | À déterminer | | À déterminer | à géolocaliser                     | Monument aux morts |
| Monument aux morts                                                   | À déterminer                                                 | Berthez                   | À déterminer | | À déterminer | à géolocaliser                     | Monument aux morts |
| Monument aux morts                                                   | Edmond Chrétien                                              | Biganos                   | Avenue de la Libération                                                                                            | | 1922         | à géolocaliser                     | Monument aux morts« Monument aux morts à Biganos », sur e-monumen                                                                                   |
| Poilu au repos (monument aux morts)                                  | Copie d'après Étienne Camus                                  | Birac                     | À côté de la mairie                                                                                                | | 1923         | 44° 25′ 03″ nord, 0° 08′ 14″ ouest | Monument aux morts de Birac |
| Monument aux morts                                                   | À déterminer                                                 | Blaignac                  | À déterminer | | À déterminer | à géolocaliser                     | Monument aux morts |
| Monument aux morts                                                   | À déterminer                                                 | Blaignan                  | À déterminer | | À déterminer | à géolocaliser                     | Monument aux morts |
| Monument aux morts                                                   | Edmond Chrétien                                              | Blanquefort               | À déterminer | | À déterminer | à géolocaliser                     | Monument aux morts |
| Le Poilu victorieux (monument aux morts)                             | Copie d'après Eugène Bénet                                   | Blasimon                  | Intersection de la rue des Écoles (RD 17) et de la rue Croutet                                                     | | À déterminer | 44° 44′ 54″ nord, 0° 04′ 23″ ouest | Monument aux morts de Blasimon |
| Monument aux morts                                                   | Edmond Chrétien                                              | Bommes                    | À déterminer | | À déterminer | à géolocaliser                     | Monument aux morts |
| Monument aux morts                                                   | À déterminer                                                 | Bonzac                    | À déterminer | | À déterminer | à géolocaliser                     | Monument aux morts |
| Monument aux mobiles de la Gironde (monument aux morts de 1870-1871) | Jean-Georges Achard                                          | Bordeaux                  | Sur la place de la République                                                                                      | Également appelé Monuments aux enfants de la Gironde.                                                 | 1913         | 44° 50′ 06″ nord, 0° 34′ 47″ ouest | Monument aux morts de 1870-1871 de Bordeaux |
| Monument aux morts                                                   | À déterminer                                                 | Bordeaux                  | Sur la place du 11 novembre                                                                                        | | À déterminer | à géolocaliser                     | Monument aux morts |
| Monument aux agents des chemins de fer morts                         | À déterminer                                                 | Bordeaux                  | Mur nord-ouest du hall 1 de la gare Saint-Jean                                                                     | | À déterminer | à géolocaliser                     | Monument aux agents des chemins de fer morts |
| Monument aux morts de 1939-1945                                      | À déterminer                                                 | Bordeaux                  | À déterminer | | À déterminer | à géolocaliser                     | Monument aux morts de 1939-1945 |
| Monument aux morts                                                   | À déterminer                                                 | Bourdelles                | Dans le cimetière                                                                                                  | | À déterminer | à géolocaliser                     | Monument aux morts |
| Monument aux morts de 1914-1918                                      | À déterminer                                                 | Bourg                     | Dans l'église Saint-Géronce                                                                                        | | À déterminer | à géolocaliser                     | Monument aux morts de 1914-1918 |
| Monument aux morts                                                   | À déterminer                                                 | Bourg                     | À déterminer | | À déterminer | à géolocaliser                     | Monument aux morts |
| Monument aux morts                                                   | À déterminer                                                 | Bourideys                 | À déterminer | | À déterminer | à géolocaliser                     | Monument aux morts |
| Monument aux morts                                                   | À déterminer                                                 | Brannens                  | À déterminer | | À déterminer | à géolocaliser                     | Monument aux morts |
| Poilu à l'écu (d) (monument aux morts)                               | Copie d'après Union internationale artistique de Vaucouleurs | Braud-et-Saint-Louis      | À déterminer | | À déterminer | à géolocaliser                     | Poilu à l'écu (d) (monument aux morts) |
| Monument aux morts                                                   | À déterminer                                                 | Brouqueyran               | À déterminer | | À déterminer | à géolocaliser                     | Monument aux morts |
| Monument aux morts                                                   | Edmond Chrétien                                              | Budos                     | À déterminer | | À déterminer | à géolocaliser                     | Monument aux morts |
| Monument aux morts                                                   | À déterminer                                                 | Cabanac-et-Villagrains    | Contre l'église Saint-Martin                                                                                       | | À déterminer | à géolocaliser                     | Monument aux morts |
| Monument aux morts                                                   | À déterminer                                                 | Cabara                    | À déterminer | | À déterminer | à géolocaliser                     | Monument aux morts |
| Monument aux morts                                                   | À déterminer                                                 | Cadillac-sur-Garonne      | Dans le cimetière                                                                                                  | | À déterminer | à géolocaliser                     | Monument aux morts |
| Monument aux morts                                                   | À déterminer                                                 | Cadillac-sur-Garonne      | À déterminer | | À déterminer | à géolocaliser                     | Monument aux morts |
| Monument aux morts                                                   | À déterminer                                                 | Cadillac-en-Fronsadais    | Sur la parvis de l'église Saint-Georges                                                                            | | À déterminer | à géolocaliser                     | Monument aux morts |
| Monument aux morts                                                   | À déterminer                                                 | Camps-sur-l'Isle          | À déterminer | | À déterminer | à géolocaliser                     | Monument aux morts |
| Monument aux morts                                                   | À déterminer                                                 | Canéjan                   | À déterminer | | À déterminer | à géolocaliser                     | Monument aux morts« Monument à Canéjan \| Les monuments aux morts », sur monumentsmorts.univ-lille.fr (consulté le 25 janvier 2022)                 |
| Poilu au repos (monument aux morts)                                  | Copie d'après Étienne Camus                                  | Cantois                   | Intersection de l'impasse Mounot et de la RD 19, à l'entrée du cimetière                                           | | À déterminer | 44° 41′ 37″ nord, 0° 13′ 56″ ouest | Monument aux morts de Cantois |
| Monument aux morts                                                   | Pierre-Gabriel Geneste                                       | Capian                    | Intersection de la route de Cadillac (RD 13) et de la route de Langoiran (RD 119), près de l'église Saint-Saturnin | | 1922         | à géolocaliser                     | Monument aux morts |
| Monument aux morts                                                   | À déterminer                                                 | Captieux                  | À déterminer | | À déterminer | à géolocaliser                     | Monument aux morts |
| Monument aux morts de 1914-1918                                      | À déterminer                                                 | Carcans                   | Dans l'église Saint-Martin                                                                                         | | À déterminer | à géolocaliser                     | Monument aux morts de 1914-1918 |
| Monument aux morts de 1914-1918                                      | À déterminer                                                 | Carcans                   | Dans l'église Saint-Martin                                                                                         | | À déterminer | à géolocaliser                     | Monument aux morts de 1914-1918 |
| Le Poilu victorieux (monument aux morts)                             | Copie d'après Eugène Bénet                                   | Carcans                   | Entre la route du Lac (RD 207) et la rue des Tilleuls                                                              | | À déterminer | 45° 04′ 41″ nord, 1° 02′ 49″ ouest | Image manquante |
| Monument aux morts                                                   | À déterminer                                                 | Cardan                    | Dans le cimetière                                                                                                  | | À déterminer | à géolocaliser                     | Monument aux morts |
| Monument aux morts                                                   | À déterminer                                                 | Casseuil                  | À déterminer | | À déterminer | à géolocaliser                     | Monument aux morts |
| Monument aux morts                                                   | À déterminer                                                 | Castelmoron-d'Albret      | À déterminer | | À déterminer | à géolocaliser                     | Monument aux morts |
| Monument aux morts                                                   | À déterminer                                                 | Castelviel                | À déterminer | | À déterminer | à géolocaliser                     | Monument aux morts |
| Monument aux morts                                                   | À déterminer                                                 | Castets-en-Dorthe         | À déterminer | | 1921         | à géolocaliser                     | Monument aux morts |
| Monument aux morts                                                   | À déterminer                                                 | Castillon-de-Castets      | Dans le cimetière, à côté de l'église Saint-Pierre                                                                 | | À déterminer | à géolocaliser                     | Monument aux morts |
| Monument aux morts                                                   | À déterminer                                                 | Castillon-la-Bataille     | À déterminer | | À déterminer | à géolocaliser                     | Monument aux morts |
| Monument aux morts                                                   | À déterminer                                                 | Castres-Gironde           | À déterminer | | À déterminer | à géolocaliser                     | Monument aux morts |
| Monument aux morts                                                   | Gabriel Rispal                                               | Caudrot                   | Intersection de la RD 1113 et de la RD 227                                                                         | | 1921         | à géolocaliser                     | Monument aux morts |
| Monument aux morts                                                   | À déterminer                                                 | Caumont                   | Dans le cimetière                                                                                                  | | À déterminer | à géolocaliser                     | Monument aux morts |
| Monument aux morts                                                   | À déterminer                                                 | Cauvignac                 | À déterminer | | À déterminer | à géolocaliser                     | Monument aux morts |
| Monument aux morts                                                   | À déterminer                                                 | Cavignac                  | À déterminer | | À déterminer | à géolocaliser                     | Monument aux morts |
| Monument aux morts                                                   | À déterminer                                                 | Cazalis                   | À déterminer | | À déterminer | à géolocaliser                     | Monument aux morts |
| Monument aux morts                                                   | À déterminer                                                 | Cazats                    | À déterminer | | À déterminer | à géolocaliser                     | Monument aux morts |
| Monument aux morts                                                   | À déterminer                                                 | Cazaugitat                | À déterminer | | À déterminer | à géolocaliser                     | Monument aux morts |
| Monument aux morts                                                   | À déterminer                                                 | Cenon                     | À déterminer | | À déterminer | à géolocaliser                     | Monument aux morts |
| Monument aux morts                                                   | À déterminer                                                 | Cessac                    | À déterminer | | À déterminer | à géolocaliser                     | Monument aux morts |
| Monument aux morts                                                   | À déterminer                                                 | Cézac                     | À déterminer | | À déterminer | à géolocaliser                     | Monument aux morts |
| Poilu au repos (monument aux morts)                                  | Copie d'après Étienne Camus                                  | Chamadelle                | À côté de l'église                                                                                                 | | À déterminer | à géolocaliser                     | Poilu au repos (monument aux morts) |
| Le Poilu victorieux (monument aux morts)                             | Copie d'après Eugène Bénet                                   | Civrac-de-Blaye           | Route de Civrac (RD 115), près de l'église Saint-Vivien                                                            | | À déterminer | 45° 06′ 43″ nord, 0° 26′ 36″ ouest | Monument aux morts de Civrac-de-Blaye |
| Monument aux morts                                                   | À déterminer                                                 | Civrac-en-Médoc           | À côté de l'église Saint-Pierre                                                                                    | | À déterminer | à géolocaliser                     | Monument aux morts |
| Monument aux morts                                                   | À déterminer                                                 | Cleyrac                   | À déterminer | | À déterminer | à géolocaliser                     | Monument aux morts |
| Monument aux morts                                                   | À déterminer                                                 | Coimères                  | Dans le cimetière                                                                                                  | | À déterminer | à géolocaliser                     | Monument aux morts |
| Monument aux morts                                                   | À déterminer                                                 | Coirac                    | À déterminer | | À déterminer | à géolocaliser                     | Monument aux morts |
| Monument aux morts                                                   | À déterminer                                                 | Comps                     | À côté de l'église Saint-Sulpice                                                                                   | | À déterminer | à géolocaliser                     | Monument aux morts |
| Monument aux morts                                                   | À déterminer                                                 | Couquèques                | À côté de l'église Saint-Martin                                                                                    | | À déterminer | à géolocaliser                     | Monument aux morts |
| Monument aux morts                                                   | À déterminer                                                 | Courpiac                  | À déterminer | | À déterminer | à géolocaliser                     | Monument aux morts |
| Monument aux morts                                                   | À déterminer                                                 | Cours-de-Monségur         | Dans le cimetière                                                                                                  | | À déterminer | à géolocaliser                     | Monument aux morts |
| Monument aux morts                                                   | À déterminer                                                 | Cours-les-Bains           | À déterminer | | À déterminer | à géolocaliser                     | Monument aux morts |
| Monument aux morts                                                   | René Buthaud et Jean-Élie Chaveron                           | Coutras                   | Sur la place Ernest Barrauc, devant la mairie                                                                      | Érigé[Où ?] en 1924.                                                                                  | 2013         | à géolocaliser                     | Monument aux morts |
| Monument aux morts                                                   | À déterminer                                                 | Coutures                  | À déterminer | | À déterminer | à géolocaliser                     | Monument aux morts |
| Monument aux morts                                                   | À déterminer                                                 | Cubnezais                 | À déterminer | | À déterminer | à géolocaliser                     | Monument aux morts |
| Monument aux morts                                                   | À déterminer                                                 | Cudos                     | À déterminer | | À déterminer | à géolocaliser                     | Monument aux morts |
| Monument aux morts                                                   | À déterminer                                                 | Daubèze                   | À déterminer | | À déterminer | à géolocaliser                     | Monument aux morts |
| Monument aux morts                                                   | À déterminer                                                 | Dieulivol                 | Devant la mairie                                                                                                   | | À déterminer | à géolocaliser                     | Monument aux morts |
| Poilu mourant (monument aux morts)                                   | Copie d'après Jules Déchin                                   | Donnezac                  | À déterminer | Inscrit MH (2014).                                                                                    | À déterminer | 45° 14′ 47″ nord, 0° 26′ 39″ ouest | Image manquante |
| Monument aux morts                                                   | À déterminer                                                 | Donzac                    | À déterminer | | À déterminer | à géolocaliser                     | Monument aux morts |
| Monument aux morts                                                   | À déterminer                                                 | Doulezon                  | À déterminer | | À déterminer | à géolocaliser                     | Monument aux morts |
| Poilu au repos (monument aux morts)                                  | Copie d'après Étienne Camus                                  | Escaudes                  | À côté de l'église Notre-Dame                                                                                      | | À déterminer | à géolocaliser                     | Poilu au repos (monument aux morts) |
| Monument aux morts                                                   | À déterminer                                                 | Escoussans                | Dans le cimetière                                                                                                  | | À déterminer | à géolocaliser                     | Monument aux morts |
| Poilu à l'écu (d) (monument aux morts)                               | Copie d'après Union internationale artistique de Vaucouleurs | Étauliers                 | À déterminer | | À déterminer | à géolocaliser                     | Poilu à l'écu (d) (monument aux morts) |
| Monument aux morts                                                   | À déterminer                                                 | Eynesse                   | À déterminer | | À déterminer | à géolocaliser                     | Monument aux morts |
| Monument aux morts de 1870-1871                                      | À déterminer                                                 | Eysines                   | Dans le cimetière                                                                                                  | | 1910         | à géolocaliser                     | Monument aux morts de 1870-1871 |
| Debout les Morts ! (monument aux morts)                              | Copie d'après Edmond Chrétien                                | Eysines                   | À déterminer | | À déterminer | à géolocaliser                     | Image manquante |
| Monument aux morts                                                   | À déterminer                                                 | Faleyras                  | À déterminer | | À déterminer | à géolocaliser                     | Monument aux morts |
| Poilu baïonnette au canon (d) (monument aux morts)                   | Copie d'après Étienne Camus                                  | Fargues                   | À côté de l'église Notre-Dame                                                                                      | | À déterminer | à géolocaliser                     | Poilu baïonnette au canon (d) (monument aux morts)                                                                                                  |
| Monument aux morts                                                   | À déterminer                                                 | Floudès                   | Sur le parvis de l'église de la Nativité de la Sainte-Vierge                                                       | | À déterminer | à géolocaliser                     | Monument aux morts |
| Monument aux morts                                                   | À déterminer                                                 | Fontet                    | À déterminer | | À déterminer | à géolocaliser                     | Monument aux morts |
| Monument aux morts                                                   | À déterminer                                                 | Fossès-et-Baleyssac       | Dans le cimetière                                                                                                  | | À déterminer | à géolocaliser                     | Monument aux morts |
| Monument aux morts                                                   | À déterminer                                                 | Fronsac                   | À déterminer | | À déterminer | à géolocaliser                     | Monument aux morts |
| Monument aux morts                                                   | À déterminer                                                 | Frontenac                 | À déterminer | | À déterminer | à géolocaliser                     | Monument aux morts |
| Poilu au repos (monument aux morts de Sallebruneau)                  | Copie d'après Étienne Camus                                  | Frontenac                 | Intersection de la route de Sallebruneau (RD 123E11) et du chemin de Barbefine                                     | | À déterminer | à géolocaliser                     | Poilu au repos (monument aux morts de Sallebruneau)                                                                                                 |
| Monument aux morts                                                   | À déterminer                                                 | Gaillan-en-Médoc          | À déterminer | | À déterminer | à géolocaliser                     | Monument aux morts |
| Monument aux morts                                                   | À déterminer                                                 | Gans                      | À déterminer | | À déterminer | à géolocaliser                     | Monument aux morts |
| Monument aux morts                                                   | À déterminer                                                 | Générac                   | À déterminer | | À déterminer | à géolocaliser                     | Monument aux morts |
| Monument aux morts                                                   | À déterminer                                                 | Génissac                  | À déterminer | | À déterminer | à géolocaliser                     | Monument aux morts |
| Monument aux morts                                                   | À déterminer                                                 | Gauriac                   | À déterminer | | À déterminer | à géolocaliser                     | Monument aux morts |
| Monument aux morts                                                   | À déterminer                                                 | Gauriaguet                | Dans le cimetière                                                                                                  | | À déterminer | à géolocaliser                     | Monument aux morts |
| Monument aux morts                                                   | À déterminer                                                 | Gensac                    | Dans le cimetière                                                                                                  | | À déterminer | à géolocaliser                     | Monument aux morts |
| Monument aux morts de 1914-1918                                      | À déterminer                                                 | Gironde-sur-Dropt         | Dans l'église Notre-Dame                                                                                           | | À déterminer | à géolocaliser                     | Monument aux morts de 1914-1918 |
| Monument aux morts                                                   | À déterminer                                                 | Gironde-sur-Dropt         | À déterminer | | À déterminer | à géolocaliser                     | Monument aux morts |
| Poilu baïonnette au canon (d) (monument aux morts)                   | Copie d'après Étienne Camus                                  | Giscos                    | Dans le cimetière                                                                                                  | | À déterminer | à géolocaliser                     | Poilu baïonnette au canon (d) (monument aux morts)                                                                                                  |
| Monument aux morts                                                   | À déterminer                                                 | Gornac                    | Dans le cimetière                                                                                                  | | À déterminer | à géolocaliser                     | Monument aux morts |
| Monument aux morts                                                   | À déterminer                                                 | Goualade                  | À déterminer | | À déterminer | à géolocaliser                     | Monument aux morts |
| Monument aux morts                                                   | Carlo Sarrabezolles                                          | Gradignan                 | Sur la place Roumégoux                                                                                             | Érigé[Quand ?] sur la place Roumégoux, près de l'église, à quelques mètres de son emplacement actuel. | 2018         | à géolocaliser                     | Monument aux morts |
| Monument aux morts                                                   | Edmond Chrétien                                              | Grignols                  | Sur la place du Marché                                                                                             | | 1924         | à géolocaliser                     | Monument aux morts« Monument aux morts de 14-18 à Grignols », sur e-monumen                                                                         |
| Monument aux morts                                                   | À déterminer                                                 | Guîtres                   | Dans l'église Notre-Dame                                                                                           | | À déterminer | à géolocaliser                     | Monument aux morts |
| Monument aux morts                                                   | À déterminer                                                 | Guîtres                   | À déterminer | | À déterminer | à géolocaliser                     | Monument aux morts |
| Monument aux morts                                                   | René Buthaud et Jean-Élie Chaveron                           | Gujan-Mestras             | Devant la mairie                                                                                                   | | À déterminer | à géolocaliser                     | Monument aux morts« Monument aux morts à Gujan-Mestras », sur e-monumen                                                                             |
| Monument aux morts                                                   | À déterminer                                                 | Haux                      | À déterminer | | À déterminer | à géolocaliser                     | Monument aux morts |
| Monument aux morts                                                   | À déterminer                                                 | Hure                      | À déterminer | | À déterminer | à géolocaliser                     | Monument aux morts |
| Monument aux morts                                                   | À déterminer                                                 | Illats                    | À côté de l'église Saint-Laurent                                                                                   | | À déterminer | à géolocaliser                     | Monument aux morts |
| Monument aux morts                                                   | À déterminer                                                 | Isle-Saint-Georges        | Au chevet de l'église Saint-Georges                                                                                | | À déterminer | à géolocaliser                     | Monument aux morts |
| Monument aux morts                                                   | À déterminer                                                 | Jau-Dignac-et-Loirac      | À déterminer | | À déterminer | à géolocaliser                     | Monument aux morts |
| Monument aux morts                                                   | À déterminer                                                 | Jugazan                   | À déterminer | | À déterminer | à géolocaliser                     | Monument aux morts |
| Monument aux morts                                                   | À déterminer                                                 | Jugazan                   | Sous le porche de l'église Saint-Martin                                                                            | | À déterminer | à géolocaliser                     | Monument aux morts |
| Monument aux morts                                                   | À déterminer                                                 | La Brède                  | À déterminer | | À déterminer | à géolocaliser                     | Monument aux morts |
| Monument aux morts,                                                  | Guillaume Saget                                              | La Réole                  | Sur la place des Martyrs de la Résistance                                                                          | | 1924         | à géolocaliser                     | Monument aux morts« Monument aux morts de 1914-1918 à La Réole », sur À nos grands hommes,« Monument aux morts de 14-18 à La Réole », sur e-monumen |
| Monument aux morts de la guerre d'Algérie                            | À déterminer                                                 | La Réole                  | Sur la place du 19 mars 1962                                                                                       | | À déterminer | 44° 34′ 48″ nord, 0° 02′ 04″ ouest | Monument aux morts de la guerre d'Algérie |
| Monument aux morts                                                   | À déterminer                                                 | La Sauve                  | Sur la place Saint-Jean                                                                                            | | À déterminer | à géolocaliser                     | Monument aux morts |
| Monument aux morts                                                   | Jean-Élie Chaveron                                           | La Teste-de-Buch          | Sur la place de la Mairie                                                                                          | | 1924         | à géolocaliser                     | Image manquante |
| Monument aux morts de 1914-1918                                      | À déterminer                                                 | Labescau                  | À déterminer | | À déterminer | à géolocaliser                     | Monument aux morts de 1914-1918 |
| Monument aux morts                                                   | À déterminer                                                 | Ladaux                    | À déterminer | | À déterminer | à géolocaliser                     | Monument aux morts |
| Monument aux morts                                                   | À déterminer                                                 | Lados                     | À déterminer | | À déterminer | à géolocaliser                     | Monument aux morts |
| Monument aux morts                                                   | À déterminer                                                 | Lagorce                   | À déterminer | | À déterminer | à géolocaliser                     | Monument aux morts |
| Monument aux morts                                                   | À déterminer                                                 | Lamothe-Landerron         | À déterminer | | À déterminer | à géolocaliser                     | Monument aux morts |
| Monument aux morts                                                   | À déterminer                                                 | Landerrouat               | Dans le cimetière                                                                                                  | | À déterminer | à géolocaliser                     | Monument aux morts |
| Monument aux morts                                                   | À déterminer                                                 | Landerrouet-sur-Ségur     | Dans le cimetière                                                                                                  | | À déterminer | à géolocaliser                     | Monument aux morts |
| Monument aux morts                                                   | À déterminer                                                 | Landiras                  | À déterminer | | À déterminer | à géolocaliser                     | Monument aux morts |
| Monument aux morts                                                   | À déterminer                                                 | Langoiran                 | À déterminer | | À déterminer | à géolocaliser                     | Monument aux morts |
| Monument aux morts                                                   | À déterminer                                                 | Langon                    | À déterminer | | À déterminer | à géolocaliser                     | Monument aux morts |
| Monument aux morts                                                   | À déterminer                                                 | Lapouyade                 | À déterminer | | À déterminer | à géolocaliser                     | Monument aux morts |
| Monument aux morts                                                   | À déterminer                                                 | Laroque                   | À déterminer | | À déterminer | à géolocaliser                     | Monument aux morts |
| Monument aux morts                                                   | À déterminer                                                 | Lartigue                  | À déterminer | | À déterminer | à géolocaliser                     | Monument aux morts |
| Monument aux morts                                                   | À déterminer                                                 | Lavazan                   | Dans le cimetière                                                                                                  | | À déterminer | à géolocaliser                     | Monument aux morts |
| Monument aux morts                                                   | À déterminer                                                 | Le Porge                  | À déterminer | | À déterminer | à géolocaliser                     | Monument aux morts |
| Monument aux morts                                                   | À déterminer                                                 | Le Puy                    | À déterminer | | À déterminer | à géolocaliser                     | Monument aux morts |
| Monument aux morts                                                   | À déterminer                                                 | Le Teich                  | À côté de l'église Saint-André                                                                                     | Inscrit MH (2015).                                                                                    | À déterminer | 44° 38′ 09″ nord, 1° 01′ 19″ ouest | Monument aux morts du Teich |
| Monument aux morts                                                   | À déterminer                                                 | Le Tourne                 | Près de l'église Saint-Étienne                                                                                     | | À déterminer | à géolocaliser                     | Monument aux morts |
| Monument aux morts                                                   | À déterminer                                                 | Lège-Cap-Ferret           | À déterminer | | À déterminer | à géolocaliser                     | Monument aux morts |
| Monument aux morts                                                   | À déterminer                                                 | Léogeats                  | À déterminer | | À déterminer | à géolocaliser                     | Monument aux morts |
| Monument aux morts                                                   | À déterminer                                                 | Lerm-et-Musset            | Devant l'église Notre-Dame                                                                                         | | À déterminer | à géolocaliser                     | Monument aux morts |
| Monument aux morts                                                   | À déterminer                                                 | Les Billaux               | À déterminer | | À déterminer | à géolocaliser                     | Monument aux morts |
| Monument aux morts                                                   | À déterminer                                                 | Les Peintures             | À déterminer | | À déterminer | à géolocaliser                     | Monument aux morts |
| Monument aux morts                                                   | À déterminer                                                 | Lesparre-Médoc            | À déterminer | | À déterminer | à géolocaliser                     | Monument aux morts |
| Monument aux morts                                                   | À déterminer                                                 | Libourne                  | Dans le jardin du Poilu                                                                                            | Inscrit MH (2014).                                                                                    | À déterminer | 44° 54′ 50″ nord, 0° 14′ 27″ ouest | Monument aux morts de Libourne |
| Monument aux morts                                                   | À déterminer                                                 | Listrac-de-Durèze         | À déterminer | | À déterminer | à géolocaliser                     | Monument aux morts |
| Monument aux morts                                                   | À déterminer                                                 | Loubens                   | Dans le cimetière                                                                                                  | | À déterminer | à géolocaliser                     | Monument aux morts |
| Au mépris du danger (d) (monument aux morts)                         | Copie d'après Eugène Bénet                                   | Louchats                  | Devant la mairie                                                                                                   | | À déterminer | à géolocaliser                     | Au mépris du danger (d) (monument aux morts) |
| Monument aux morts                                                   | À déterminer                                                 | Loupiac                   | Près de l'église Saint-Pierre                                                                                      | | À déterminer | à géolocaliser                     | Monument aux morts |
| Monument aux morts                                                   | À déterminer                                                 | Loupiac-de-la-Réole       | À déterminer | | À déterminer | à géolocaliser                     | Monument aux morts |
| Monument aux morts                                                   | À déterminer                                                 | Lucmau                    | À déterminer | | À déterminer | à géolocaliser                     | Monument aux morts |
| Monument aux morts                                                   | À déterminer                                                 | Lugasson                  | À déterminer | | À déterminer | à géolocaliser                     | Monument aux morts |
| Monument aux morts                                                   | Edmond Chrétien                                              | Macau                     | Sur la place de la République, près de l'église Notre-Dame                                                         | | 1924         | à géolocaliser                     | Monument aux morts« Monument aux morts à Macau », sur e-monumen                                                                                     |
| Monument aux morts                                                   | À déterminer                                                 | Marcenais                 | À côté de la commanderie                                                                                           | | À déterminer | à géolocaliser                     | Monument aux morts |
| Poilu au repos (monument aux morts)                                  | Copie d'après Étienne Camus                                  | Marcillac                 | À côté de la mairie                                                                                                | | À déterminer | à géolocaliser                     | Poilu au repos (monument aux morts) |
| Poilu au repos (monument aux morts)                                  | Copie d'après Étienne Camus                                  | Margueron                 | Près de l'église Saint-Martin                                                                                      | | À déterminer | à géolocaliser                     | Poilu au repos (monument aux morts) |
| Monument aux morts                                                   | À déterminer                                                 | Masseilles                | À déterminer | | À déterminer | à géolocaliser                     | Monument aux morts |
| Monument aux morts                                                   | À déterminer                                                 | Massugas                  | À déterminer | | À déterminer | à géolocaliser                     | Monument aux morts |
| Monument aux morts                                                   | À déterminer                                                 | Mauriac                   | À déterminer | | À déterminer | à géolocaliser                     | Monument aux morts |
| Monument aux résistants executés le 14 août 1944                     | À déterminer                                                 | Mauriac                   | À déterminer | | À déterminer | à géolocaliser                     | Monument aux résistants executés le 14 août 1944 |
| Monument aux morts                                                   | À déterminer                                                 | Mazères                   | À déterminer | | À déterminer | à géolocaliser                     | Monument aux morts |
| Monument aux morts                                                   | À déterminer                                                 | Mérignac                  | À côté de l'église Saint-Vincent                                                                                   | | À déterminer | à géolocaliser                     | Monument aux morts |
| Monument aux morts                                                   | À déterminer                                                 | Mérignas                  | À déterminer | | À déterminer | à géolocaliser                     | Monument aux morts |
| Monument aux morts                                                   | À déterminer                                                 | Mesterrieux               | À déterminer | | À déterminer | à géolocaliser                     | Monument aux morts |
| Monument aux morts                                                   | À déterminer                                                 | Mongauzy                  | À déterminer | | À déterminer | à géolocaliser                     | Monument aux morts |
| Monument aux morts                                                   | À déterminer                                                 | Mongauzy                  | Dans le cimetière, à côté de l'église Saint-André-du-Garn                                                          | | À déterminer | à géolocaliser                     | Monument aux morts |
| Monument aux morts                                                   | À déterminer                                                 | Monprimblanc              | Dans le cimetière                                                                                                  | | À déterminer | à géolocaliser                     | Monument aux morts |
| Monument aux morts                                                   | À déterminer                                                 | Monségur                  | À déterminer | | À déterminer | à géolocaliser                     | Monument aux morts |
| Monument aux morts                                                   | À déterminer                                                 | Montagoudin               | À déterminer | | À déterminer | à géolocaliser                     | Monument aux morts |
| Monument aux morts                                                   | À déterminer                                                 | Montignac                 | À déterminer | | À déterminer | à géolocaliser                     | Monument aux morts |
| Monument aux morts                                                   | À déterminer                                                 | Morizès                   | À déterminer | | À déterminer | à géolocaliser                     | Monument aux morts |
| Monument aux morts                                                   | À déterminer                                                 | Moulis-en-Médoc           | À déterminer | | À déterminer | à géolocaliser                     | Monument aux morts |
| Monument aux morts                                                   | À déterminer                                                 | Mourens                   | À déterminer | | À déterminer | à géolocaliser                     | Monument aux morts |
| Monument aux morts                                                   | À déterminer                                                 | Parempuyre                | À déterminer | | À déterminer | à géolocaliser                     | Monument aux morts |
| Monument aux morts                                                   | À déterminer                                                 | Pellegrue                 | À déterminer | | À déterminer | à géolocaliser                     | Monument aux morts |
| Monument aux morts                                                   | À déterminer                                                 | Périssac                  | À déterminer | | À déterminer | à géolocaliser                     | Monument aux morts |
| Monument aux morts                                                   | Gaston Veuvenot Leroux                                       | Pessac                    | Sur la place de la Ve République, à côté de l'église Saint-Martin                                                  | | À déterminer | à géolocaliser                     | Monument aux morts |
| Monument aux morts                                                   | À déterminer                                                 | Pessac-sur-Dordogne       | À déterminer | | À déterminer | à géolocaliser                     | Monument aux morts |
| Monument aux morts                                                   | À déterminer                                                 | Peujard                   | À déterminer | | À déterminer | à géolocaliser                     | Monument aux morts |
| Poilu écrasant l'aigle allemand (d) (monument aux morts)             | Copie d'après Charles-Henri Pourquet                         | Plassac                   | À déterminer | | À déterminer | à géolocaliser                     | Poilu écrasant l'aigle allemand (d) (monument aux morts)                                                                                            |
| Monument aux morts de 1870-1871                                      | Jules Pendariès                                              | Podensac                  | À déterminer | Inscrit MH (2014).                                                                                    | 1909         | à géolocaliser                     | Image manquante |
| Monument aux morts                                                   | À déterminer                                                 | Podensac                  | Dans le cimetière                                                                                                  | Inscrit MH (2014).                                                                                    | À déterminer | à géolocaliser                     | Monument aux morts |
| Monument aux morts                                                   | Edmond Chrétien                                              | Preignac                  | En face de la gare                                                                                                 | | À déterminer | à géolocaliser                     | Monument aux morts« Monument aux morts à Preignac », sur e-monumen                                                                                  |
| Monument aux morts                                                   | À déterminer                                                 | Pujols                    | À déterminer | | À déterminer | à géolocaliser                     | Monument aux morts |
| Monument aux morts                                                   | À déterminer                                                 | Puybarban                 | À côté de l'église Saint-Michel                                                                                    | | À déterminer | à géolocaliser                     | Monument aux morts |
| Monument aux morts                                                   | À déterminer                                                 | Puynormand                | Dans le cimetière, à côté de l'église Saint-Hilaire                                                                | | À déterminer | à géolocaliser                     | Image manquante |
| Monument aux morts                                                   | Freddy Stoll                                                 | Queyrac                   | À déterminer | | 1923         | à géolocaliser                     | Monument aux morts |
| Monument aux morts                                                   | Gaston Schnegg                                               | Quinsac                   | Sur la place Aristide Briand, à côté de l'église Saint Pierre                                                      | Érigé en 1920 dans le cimetière.                                                                      | 2000         | 44° 45′ 18″ nord, 0° 29′ 17″ ouest | Image manquante |
| Monument aux morts                                                   | Edmond Chrétien                                              | Saint-André-de-Cubzac     | Sur la place de la Libération, à côté de l'église Saint-André-du-Nom-de-Dieu                                       | | 1922         | à géolocaliser                     | Monument aux morts« Monument aux morts de 14-18 à Saint-André-de-Cubzac », sur e-monumen                                                            |
| Poilu au repos (monument aux morts)                                  | Copie d'après Étienne Camus                                  | Saint-Ciers-sur-Gironde   | Sur la place de la Cassine, sur le rond point                                                                      | | 1921         | à géolocaliser                     | Poilu au repos (monument aux morts) |
| Monument aux morts                                                   | À déterminer                                                 | Saint-Félix-de-Foncaude   | À déterminer | | À déterminer | à géolocaliser                     | Monument aux morts |
| Statue de Jeanne d'Arc (monument aux morts de 1914-1918)             | À déterminer                                                 | Saint-Ferme               | Dans l'église abbatiale                                                                                            | Représente Jeanne d'Arc.                                                                              | À déterminer | à géolocaliser                     | Statue de Jeanne d'Arc (monument aux morts de 1914-1918)                                                                                            |
| Monument aux morts                                                   | À déterminer                                                 | Saint-Ferme               | À déterminer | | À déterminer | à géolocaliser                     | Monument aux morts |
| Monument aux morts                                                   | À déterminer                                                 | Saint-Julien-Beychevelle  | À déterminer | | À déterminer | à géolocaliser                     | Monument aux morts |
| Poilu baïonnette au canon (d) (monument aux morts)                   | Copie d'après Étienne Camus                                  | Saint-Laurent-du-Bois     | À déterminer | | À déterminer | à géolocaliser                     | Poilu baïonnette au canon (d) (monument aux morts)                                                                                                  |
| Monument aux morts                                                   | À déterminer                                                 | Saint-Léger-de-Balson     | À côté de l'église Saint-Léger                                                                                     | | À déterminer | à géolocaliser                     | Monument aux morts |
| Debout les Morts ! (monument aux morts)                              | Copie d'après Edmond Chrétien                                | Saint-Maixant             | Sur la place de la mairie                                                                                          | | À déterminer | à géolocaliser                     | Debout les Morts ! (monument aux morts)« Monument aux morts à Saint-Maixant », sur e-monumen                                                        |
| Monument aux morts                                                   | À déterminer                                                 | Saint-Michel-de-Lapujade  | Dans l'église Notre-Dame de Lorette                                                                                | | À déterminer | à géolocaliser                     | Monument aux morts |
| Poilu au repos (monument aux morts)                                  | Copie d'après Étienne Camus                                  | Saint-Seurin-sur-l'Isle   | Esplanade Charles de Gaulle                                                                                        | | À déterminer | à géolocaliser                     | Poilu au repos (monument aux morts) |
| Monument aux morts                                                   | À déterminer                                                 | Saint-Sulpice-de-Pommiers | À déterminer | | À déterminer | à géolocaliser                     | Monument aux morts |
| Debout les Morts ! (monument aux morts)                              | Copie d'après Edmond Chrétien                                | Saint-Sulpice-et-Cameyrac | À côté de l'église Saint-Roch                                                                                      | | 1921         | à géolocaliser                     | Debout les Morts ! (monument aux morts) |
| Monument aux morts                                                   | À déterminer                                                 | Saint-Vivien-de-Médoc     | Dans l'église Saint-Vivien                                                                                         | | À déterminer | à géolocaliser                     | Monument aux morts |
| Monument aux morts                                                   | J. Lecourtier                                                | Sainte-Croix-du-Mont      | À déterminer | | À déterminer | à géolocaliser                     | Monument aux mortsLe monument aux morts de Sainte-Croix-du-Mont sur Patrimoine de France                                                            |
| Monument aux morts de 1870-1871                                      | À déterminer                                                 | Sainte-Foy-la-Grande      | Dans le cimetière                                                                                                  | | À déterminer | à géolocaliser                     | Monument aux morts de 1870-1871 |
| Monument aux morts de 1914-1918                                      | À déterminer                                                 | Sainte-Foy-la-Grande      | Sur la place Aristide-Briand                                                                                       | | À déterminer | à géolocaliser                     | Monument aux morts de 1914-1918 |
| Monument aux morts                                                   | À déterminer                                                 | Sainte-Hélène             | Sur la place du Onze Novembre, devant la mairie                                                                    | | À déterminer | 44° 57′ 53″ nord, 0° 53′ 04″ ouest | Monument aux morts de Sainte-Hélène |
| Monument aux morts                                                   | E. Raoul                                                     | Samonac                   | À déterminer | | À déterminer | à géolocaliser                     | Monument aux morts |
| Mémorial de la ferme de Richemont                                    | Armande Marty                                                | Saucats                   | Â l'extrémité de la RD 111E3                                                                                       | Inscrit MH (2005).                                                                                    | 1953         | 44° 37′ 49″ nord, 0° 37′ 51″ ouest | Mémorial de la ferme de Richemont |
| Statue de Jeanne d'Arc (monument aux morts)                          | À déterminer                                                 | Sauternes                 | À côté de l'église Saint-Pierre-ès-Liens                                                                           | Représente Jeanne d'Arc.                                                                              | À déterminer | à géolocaliser                     | Statue de Jeanne d'Arc (monument aux morts) |
| Poilu au repos (monument aux morts)                                  | Copie d'après Étienne Camus                                  | Sauveterre-de-Guyenne     | Devant l'église de Saint-Léger-de-Vignague                                                                         | | À déterminer | à géolocaliser                     | Poilu au repos (monument aux morts) |
| Le Poilu mourant en défendant le Drapeau (monument aux morts)        | À déterminer                                                 | Sauveterre-de-Guyenne     | À déterminer | | À déterminer | à géolocaliser                     | Le Poilu mourant en défendant le Drapeau (monument aux morts)                                                                                       |
| Monument aux morts                                                   | À déterminer                                                 | Valeyrac                  | Dans le cimetière                                                                                                  | | À déterminer | à géolocaliser                     | Monument aux morts |
| Poilu au repos (monument aux morts)                                  | Copie d'après Étienne Camus                                  | Valeyrac                  | Sur la place du 11 novembre, entre la mairie et l'église                                                           | | À déterminer | à géolocaliser                     | Poilu au repos (monument aux morts) |
| Monument aux morts de 1914-1918                                      | À déterminer                                                 | Vendays-Montalivet        | Dans l'église Saint-Seurin                                                                                         | | À déterminer | à géolocaliser                     | Monument aux morts de 1914-1918 |
| Monument aux morts                                                   | Edmond Chrétien                                              | Vertheuil                 | Intersection de la rue des Martyrs de la Résistance et du chemin Profond                                           | | 1922         | à géolocaliser                     | Monument aux morts« Poilu – Monument aux morts à Vertheuil », sur e-monumen                                                                         |